# La huida a Egipto (Annibale Carracci)
La huida a Egipto (en italiano, Paesaggio con la fuga in Egitto) es un cuadro del pintor italiano Annibale Carracci. Está realizado al óleo sobre lienzo. Mide 122 cm de alto y 230 cm de ancho. Fue pintado hacia 1604. Se encuentra en la Galería Doria Pamphili de Roma, Italia. 
La pintura fue encargada en 1603 por el cardenal Pietro Aldobrandini para la capilla familiar en su palacio de Roma, más tarde conocido como el Palazzo Doria-Pamphili. El encargo incluyó seis pinturas en seis lunetas, que fueron ejecutadas por Carracci y sus alumnos (incluidos Francesco Albani, Domenichino y Giovanni Lanfranco).
La obra está considerada una de las contribuciones más importantes al género de la veduta, que era un modelo para Domenichino, Nicolas Poussin, Gaspard Dughet y otros. El pintor buscaba el efecto de una belleza paisajística idílica y equilibrada, con una perfecta fusión sentimental de los personajes sagrados, sus historias y el paisaje.